# اسوند آلبرشتن
اسوند آلبرشتن (انگلیسی: Svend Albrechtsen; ۲۷ فوریهٔ ۱۹۱۷ – ۱۳ آوریل ۱۹۷۵) بازیکن فوتبال اهل دانمارک بود که تمامی دوران حرفه‌ای خود را در باشگاه آکادمیک بازی کرد.
وی در تیم ملی فوتبال دانمارک بازی کرده است.